# Rostam Ghasemi
Rostam Ghasemi (رستم قاسمی‎) (Qaleh Sargah, 5 maggio 1964 – Teheran, 8 dicembre 2022) è stato un politico e generale iraniano, Pasdaran e Ministro del petrolio dell'Iran dal 2011 al 2013.

## Giovinezza
Nato nel 1964 nel villaggio di Qaleh Sargah nella Provincia di Fars, Ghasemi (o Qassemi) ha una laurea in Ingegneria Civile. Entrato nei Pasdaran immediatamente dopo la rivoluzione khomeinista nel 1979, Ghasemi è stato prima membro delle Guardie Rivoluzionarie nell'Isola di Kharg e poi responsabile della logistica presso Bushehr durante la Guerra Iran-Iraq. Nel 1996, quindi, è divenuto capo della forza marina dei Pasdaran presso la base di Nouh.

## Il ruolo nella Khatam al-Anbia e l'elezioni a deputato
Nel 2001 è divenuto il Vice Presidente del Gruppo Khatan al-Anbia, la compagnia che si occupa di sviluppare gli interessi economici dei Pasdaran. Il Gruppo Khatan al-Anbia, va ricordato, ha firmato contratti da milioni di dollari con il Governo iraniano, contratti che prevedono la costruzione di dighe, strade, autostrade, oleodotti e gasdotti. Nel 2007, quando Ali Jafari è divenuto il capo delle Guardie Rivoluzionarie, Ghasemi ha preso il suo posto come Presidente della Khatam al-Anbia. Nel maggio del 2010 la compagnia ha firmato un contratto per lo sviluppo di diverse fasi del sito di South Pars. Rostam Ghasemi è stato nominato deputato nel 1988, nel 1992 e nel 1996.

## Ministro del petrolio
Rostan Ghasemi è divenuto Ministro del petrolio nell'agosto del 2011, dopo che il Parlamento iraniano aveva bocciato l'ennesimo candidato di Ahmadinejad, Mohammed Ali-Abadi. La sua nomina è stata fortemente voluta dalle lobby favorevoli ad un forte coinvolgimento dei Pasdaran nella vita politica ed economica dell'Iran. Una stretta minoranza, tra cui il deputato conservatore Ali Mottahari, hanno criticato questo coinvolgimento eccessivo. D'altro canto, forte sostenitore di Ghasemi è stato lo speaker del Parlamento iraniano Ali Larijani, uno dei possibili candidati a presidente dell'Iran nel 2013. È stato Presidente dell'OPEC nel 2011.

## Controversie
Da Ministro del petrolio, Ghasemi, ha chiaramente invitato i Pasdaran ad aumentare il loro ruolo all'interno dell'economica iraniana. La società Khatam al-Anbia, secondo quanto denunciato da Usa e UE, è direttamente coinvolta nello sviluppo del programma missilistico e nucleare dell'Iran. Per questo, lo stesso Rostam Ghasemi è inserito nella lista delle persone colpite direttamente dalle sanzioni internazionali contro l'Iran.